# Michele Bertetti
Giacomino Gabriele Michele Bertetti, all'atto di nascita trascritto Bertetto (Volpiano, 29 settembre 1842 – Torino, 19 dicembre 1929), è stato un avvocato e politico italiano.

## Biografia
Nato in una povera famiglia contadina dopo le scuole elementari può proseguire gli studi grazie al suo profitto scolastico sempre alto, e a sedici anni vince un posto gratuito all'università di Torino, dove si laurea in legge tre anni dopo. Entrato precocemente nella vita politica locale nel 1880 viene nominato presidente dell'opera pia San Paolo, carica che mantiene per quattro decenni. Amico e sostenitore di Giovanni Giolitti viene eletto deputato per tre legislature nel collegio di Cirié e viene successivamente nominato senatore per la III categoria (deputati dopo tre legislature). Ha fondato il circolo filologico di Torino e, stante la sua passione per le scalate, la locale sezione del Club Alpino.